# NGC 1407
NGC 1407 é uma galáxia elíptica (E) localizada na direcção da constelação de Eridanus. Possui uma declinação de -18° 34' 49" e uma ascensão recta de 3 horas, 40 minutos e 11,8 segundos.
A galáxia NGC 1407 foi descoberta em 6 de Outubro de 1785 por William Herschel.